# Solrød Strand
 For alternative betydninger, se Solrød. (Se også artikler, som begynder med Solrød)
Solrød Strand er en satellitby på Østsjælland med 17.945 indbyggere  (2024), beliggende i Solrød Sogn ud til Køge Bugt. Byen tilhører Solrød Kommune og er en del af Region Sjælland.
I satellitbyen ligger indkøbscentret Solrød Center og på Solrød Strand Station er der togforbindelse mod København og Køge.
Solrød Strand ligger knap ti kilometer fra Køge, 19 kilometer fra Roskilde og ni kilometer sydvest for den københavnske forstad Greve Strand.

## Kendte personer opvokset i Solrød Strand
- Uffe Holm − standupkomiker
- Remee − musiker, producer, komponist, X-factor dommer m.m
- Jon Dahl Tomasson − tidligere fodboldspiller for det danske landshold
- Kenneth Emil Petersen – fodboldspiller, der har spillet for Herfølge BK, AC Horsens og AaB
- Casper Ankergren – Fodboldspiller, har spillet for Solrød FC, Køge BK, Brøndby IF, Leeds United og Brighton and Hove Albion
- Simon Sears – skuespiller